# 항구를 떠나는 배
《항구를 떠나는 배》(Barque sortant du port)는 1895년 프랑스의 단편 무성영화로, 루이 뤼미에르가 제작하였다.

## 상세
뤼미에르 형제가 초창기에 찍었던 여느 영화처럼 영사기와 촬영기를 겸한 시네마토그래프로 촬영하였으며, 35mm 필름에 화면비는 1.33:1로 제작되었다. 1895년 12월 28일 프랑스 파리의 카푸신 대로 14번지 그랑 카페에서 뤼미에르 형제가 처음으로 선보인 시네마토그래프 유료 상영회에서 선보였던 단편 영화 10편 중 하나이기도 하다.
제목에서 알 수 있듯 배 한 척이 항구를 떠나는 풍경을 담았다. 오른편에는 옛된 옷을 입은 여성과 아이들이 부둣가에 서 있고, 거친 바다가 나머지 화면을 가득 채운다. 오른편 아래에서 세 명의 남성이 조그만 배 한 척을 타고 노를 저으며 저편으로 출발하는 모습이다. 
뤼미에르의 모든 작품과 마찬가지로 촬영된 지 100년이 넘은 영화인 만큼 퍼블릭 도메인으로 저작권이 소멸되었기에 유튜브 등지의 인터넷상에서 감상할 수 있다.